# Tveret

Tveret jako hrošice s nohama podobajícíma se lvím. V její ruce spočívá sa, hieroglyf s významem „ochrana“

Tveret, „Veliká“, je egyptská bohyně zodpovědná především za ochranu matek a dětí. Byla vzývána především během porodu, o amuletech zobrazujících tuto bohyni se věřilo že chrání děti před nemocemi a smrtí a její vyobrazení se nachází i na různých předmětech užívaných během porodu. Její zobrazování mělo jak ochrannou funkci tak byla vyjádřením úcty k bohyni.
Obecně byla Tveret vyobrazována jako hrošice, ale má také rysy lvice a nilského krokodýla, což napovídá o její hrozivé přirozenosti, která snad měla vzbudit strach ve zlých silách. Tato kombinace zvířat se objevuje u Amemait „Požíračky“, hrozivého podsvětního monstra. Další rysy bohyně, jako prověšené břicho a prsy zas odkazují na její dobrotivou a mateřskou povahu. Prověšené prsy sdílí s bohem nilských záplav a úrody Hapim a jsou nejspíše symbolem plodnosti a regenerace. Podle některých verzí mýtu o Reovu oku se tento ženský protipól slunečního boha Rea odebral do Núbie v podobě vlčice a vrátil se jako Tveret v podobě hrošice. Tento mýtus nejspíše naráží na nilské záplavy a je další spojením této bohyně s plodností.
Nejstarší amulety zobrazující Tveret pochází již z předdynastického období, jmenovitě se objevuje v pohřebních zaklínadlech ze Staré říše, ale její kult si stále zachovával domácí charakter. Na významu získala v období Nové říše, typické narůstem osobní zbožnosti, z kterého pochází největší počet amuletů v podobě této bohyně.